# Breitling Jet Team

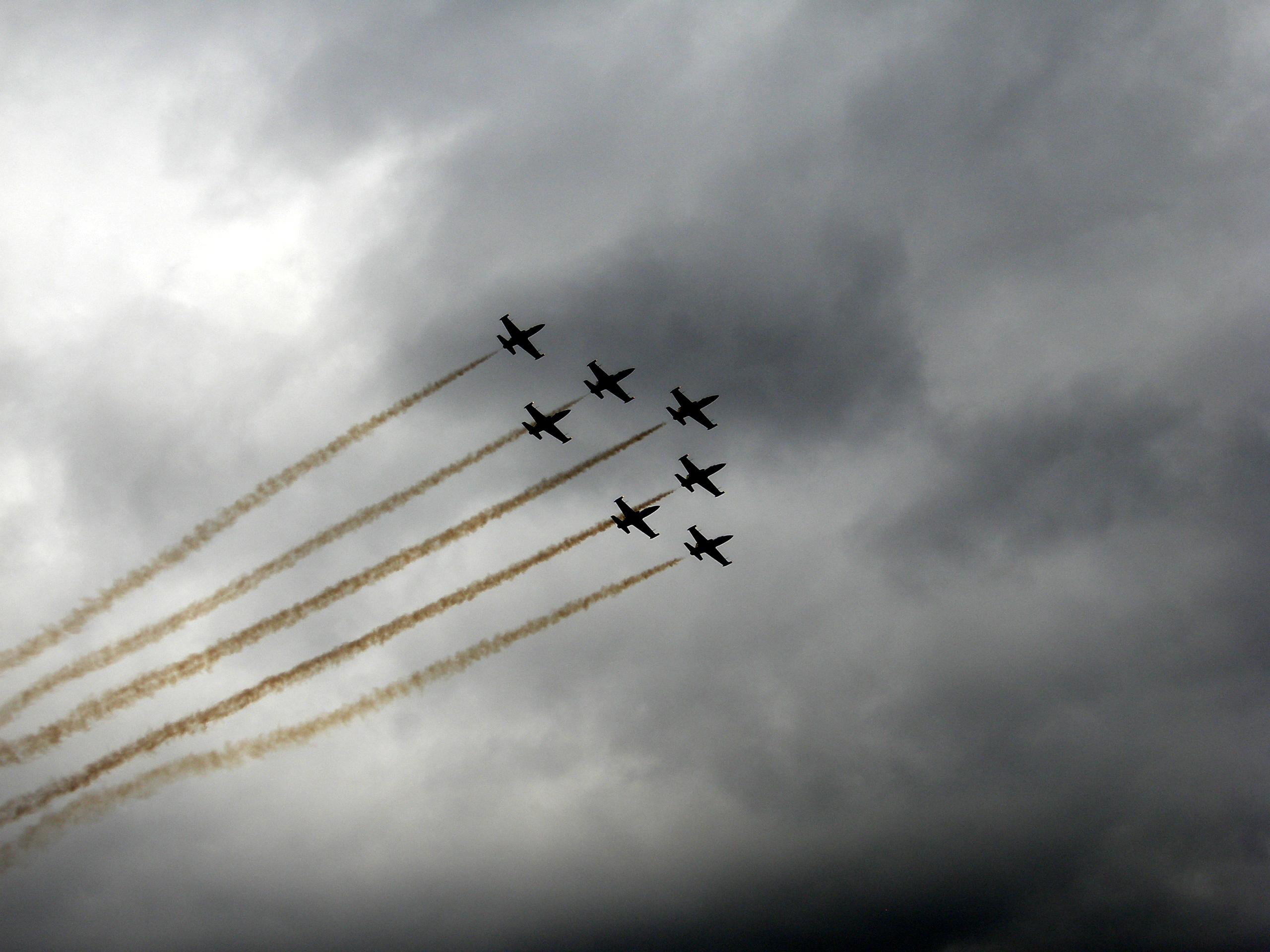
Breitling Jet Team letící ve formaci na letišti v Hradci Králové během CIAF 2009

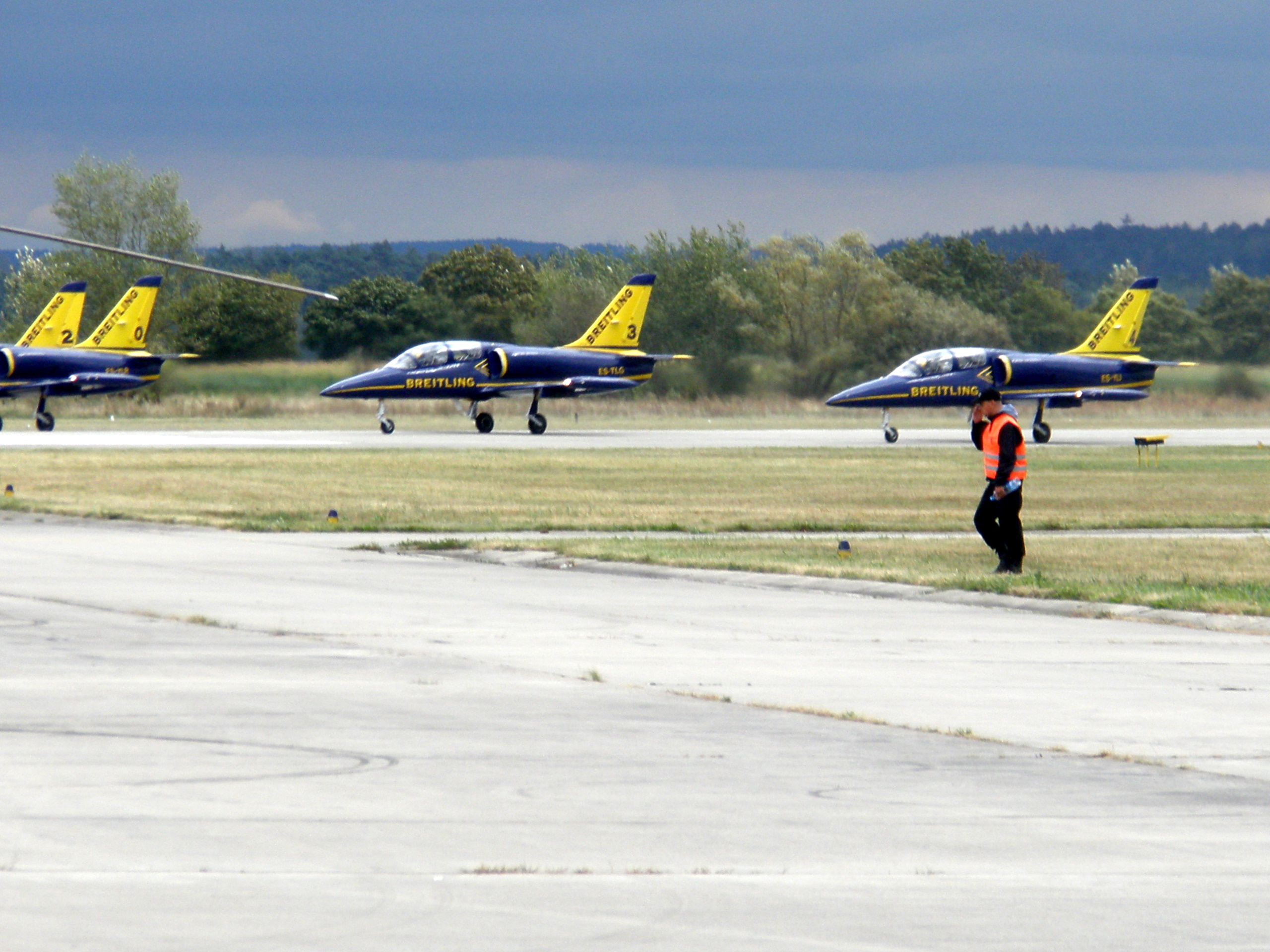
Breitling Jet Team pojíždějící na letišti v Hradci Králové během CIAF 2009

Breitling Jet Team byl civilní akrobatický tým založený v Dijonu ve Francii. Létal na šesti Albatrosech v barvách sponzora Breitling. Jednalo se o první a jediný civilní tým létající na proudových letadlech. Poslední složení týmu bylo následující: Jacques Bothelin (team founder and leader), Bernard Charbonnel, Christophe Deketelaere, Philippe Laloix, Patrick Marchand, François Ponsont and Olivier Boulay.
Přehlídky Breitling Jet Teamu trvaly obvykle 18-20 minut a zahrnovaly let v těsné formaci, vzájemné lety proti sobě, sólo představení a synchronizované manévry. Vystoupení byla konána po celé Evropě a Blízkém Východě.
Činnost týmu byla ukončena v roce 2019, kdy hlavní sponzor Breitling ukončil spolupráci.

## Historie
Breitling Jet Team byl založen na začátku roku 2003 a původně létal na čtyřech Albatrosech. Později se počet navýšil na šest strojů, a to roku 2004. V roce 2008 přibyl i sedmý stroj. Dne 15. 9. 2012 došlo při přeletu mezi leteckými přehlídkami k technickým problémům na stroji č. 2, které následně vedly až ke zřícení letounu, pilot i jeho mechanik na palubě se úspěšně vystřelil z letounu, který se následně zřítil do pole u obce Valkenswaard v Nizozemsku. V posledním čtvrtletí roku 2012 byla tedy skupina opět pouze šestičlenná. Historie týmu však sahá mnohem hlouběji.

### Patrouille Martini
Vedoucí týmu, Jacques Bothelin, začal s leteckými představeními v roce 1980 s francouzským strojem Mudry CAP 10. Roku 1982 začal létat v tříčlenném týmu používajícím letadla SIAI-Marchetti SF260, který sponzorovala společnost Martini. Týmu se také přezdívalo Patrouille Martini (ve volném překladu Martini tým). Ve stejném roce založil Jacque Bothelin Apache Aviation pro piloty věnující se akrobacii na plný úvazek. Patrouille Martini létal celých 5 let na SF260, než přešli na švýcarské stroje Pilatus PC-7 roku 1988.

### Patrouille Ecco
V roce 1990 začaly platit ve Francii regulace ohledně propagování alkoholu, což pro firmu Martini znamenalo stažení své reklamní účasti v tomto leteckém týmu. Tuto tak v rámci sponzorování nahradila společnost Ecco, agentura pro zástup zaměstnanců, což znamenalo změnu názvu roku 1991 na Patrouille Ecco. V této době přibyly do týmu 4 nové stroje PC-7.

### Patrouille Adecco
Roku 1997 se společnost Ecco sloučila se švýcarskou firmou Adia, z čehož vzešla nová značka Adecco. Toto také znamenalo změnu názvu týmu na Patrouille Adecco a zavedení tehdy typických barev: červené a bílé. V roce 1998 utrpěl tým stažením sponzorství firmou Adecco, načež 2 členové, Jacques Bothelin a Philippe Laloix létali v letech 1999-2001 na dvou PC-7 pod názvem Les Apaches.

### Khalifa Jet Team
Na konci roku 2001 nabídla organizaci Apache Aviation sponzorství alžírská společnost Khalifa. Výsledkem byl prodej všech strojů Pilatus PC-7 a nákup nových L-39 Albatros. Nově se tým jmenoval Khalifa Jet Team a začal pod tímto názvem létat v květnu 2002. Během tohoto roku předvedl více než 43 představení v 6 evropských zemích.

### Breitling
Nehledě na úspěchy leteckého týmu stáhla společnost Khalifa své sponzorství už v roce 2003 z obav o budoucnost týmu. Do této oblasti tak zasáhla firma Breitling, která se rozhodla zde investovat, a došlo tak k rozšíření letky na celkem 7 strojů L-39 Albatros. Typickými barvami se stala kombinace modré a žluté, kterou v roce 2011 vystřídala černá a žlutá.

## Členové týmu

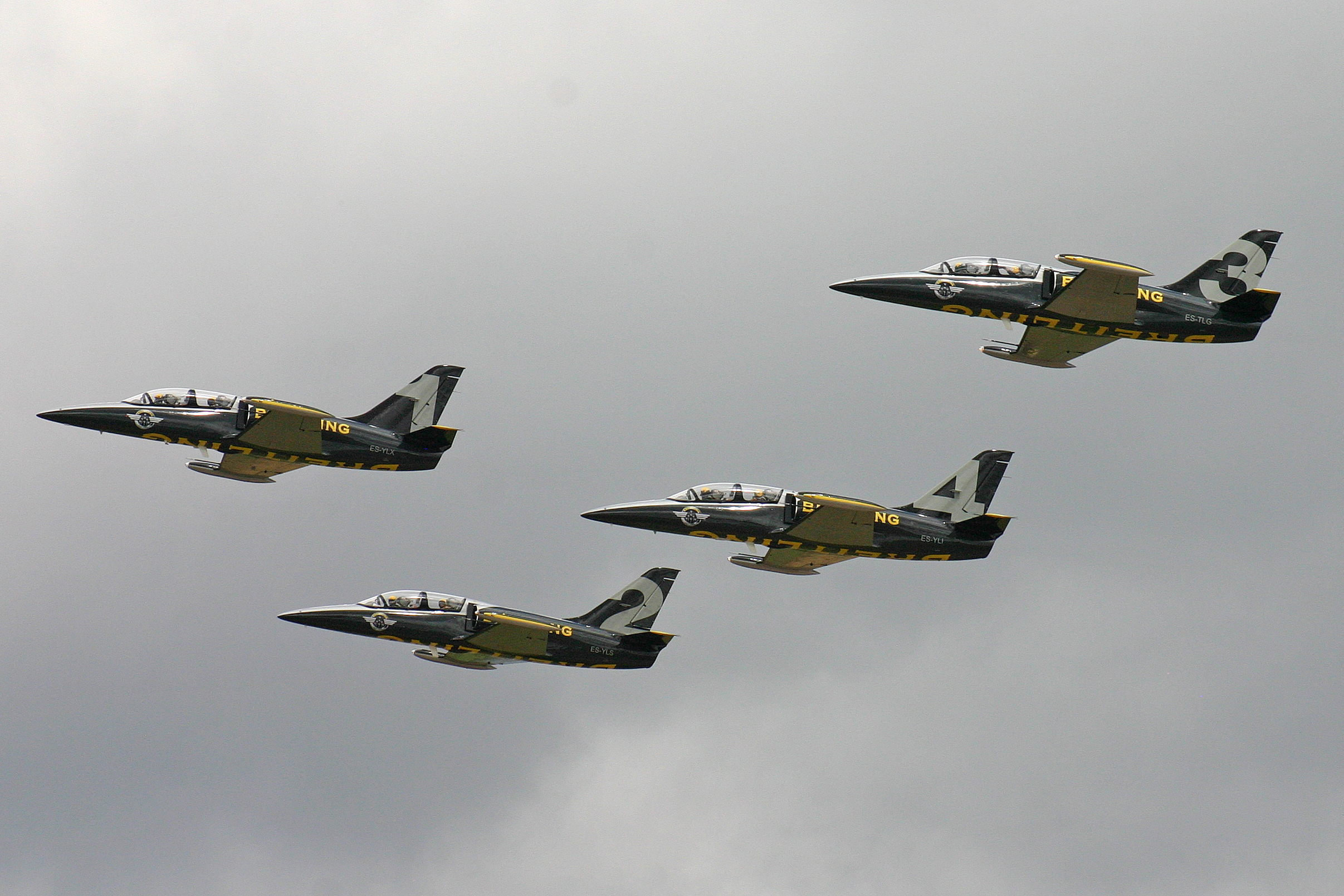
Detail čtyř letadel Aero L39C Albatros v roce 2013

### Jacques Bothelin (Speedy)
Ačkoliv původně nebyl stíhacím pilotem, létá v týmu na pozici leadera. Kromě tohoto se stará o celkový management skupiny a udržování vztahů se sponzorem, společností Breitling. Ve volném čase praktikuje golf, lyžování a cestování.

### Bernard Charbonnel (Charbo)
K létání ho dovedlo mládí poblíž dijonské letecké základny. Od 15 let létal v tamním aeroklubu, dokud se v roce 1979 nepřidal na příštích 19 let k armádnímu letectvu. Létal na strojích Mirage 2000N, Alpha Jet, Mystère 20 a dalších. Do týmu se dostal v roce 2000. Létá napravo od leadera.

### Philippe Laloix (Shériff)
Od svých 17 let působil v armádním letectvu na strojích Mirage, až do roku 1992, kdy se přidal k akrobatické letce Patrouille de France. Od roku 1998 pak působí v týmu Jacquesa Bothelina. Létá na pozici vpravo, případně jako sólo. Mezi jeho další povinnost spadá i provozní záležitosti a výuka.

### François Ponsot (Ponpon)
Létal 19 let v armádním letectvu postupně na strojích Mirage F1C, Alpha Jet a Mirage 2000C. Poté se věnoval restaurování starých strojů a jejich zalétávání, než mu Jacques Bothelin nabídl účast v akrobatické letce. Létá na levém křídle.

### Patrick Marchand (Gaston)
Pilotem je již od svých 15 let, k tomu celkem 21 let v armádě na strojích Mirage F1C, Alpha Jet a dalších. Létá na pozici vlevo.

### Christophe Deketelaere (Douky)
Stíhacím pilotem byl celkem 14 let, až do roku 2002, kdy se připojil k týmu. Létá na pozici za leaderem.